# Duncansby Head
Duncansby Head ist die Nordostspitze von Schottland, nahe der Ortschaft John o’ Groats. Auf den steilen Klippen steht ein 1924 errichteter Leuchtturm. Spektakulär ist Duncansby Head vor allem wegen seiner zerklüfteten Felsformationen und Felsnadeln, den so genannten Duncansby Stacks. In den Klippen nisten viele seltene Seevögel, darunter auch die Papageitaucher.
Muckle Skerry ist eine Insel der Orkney sieben Kilometer nordöstlich von Duncansby Head.

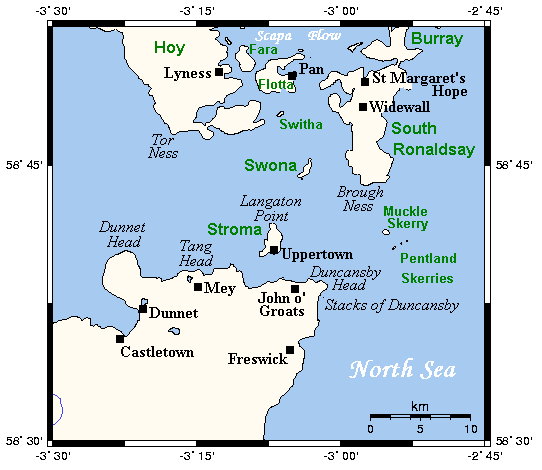
Karte
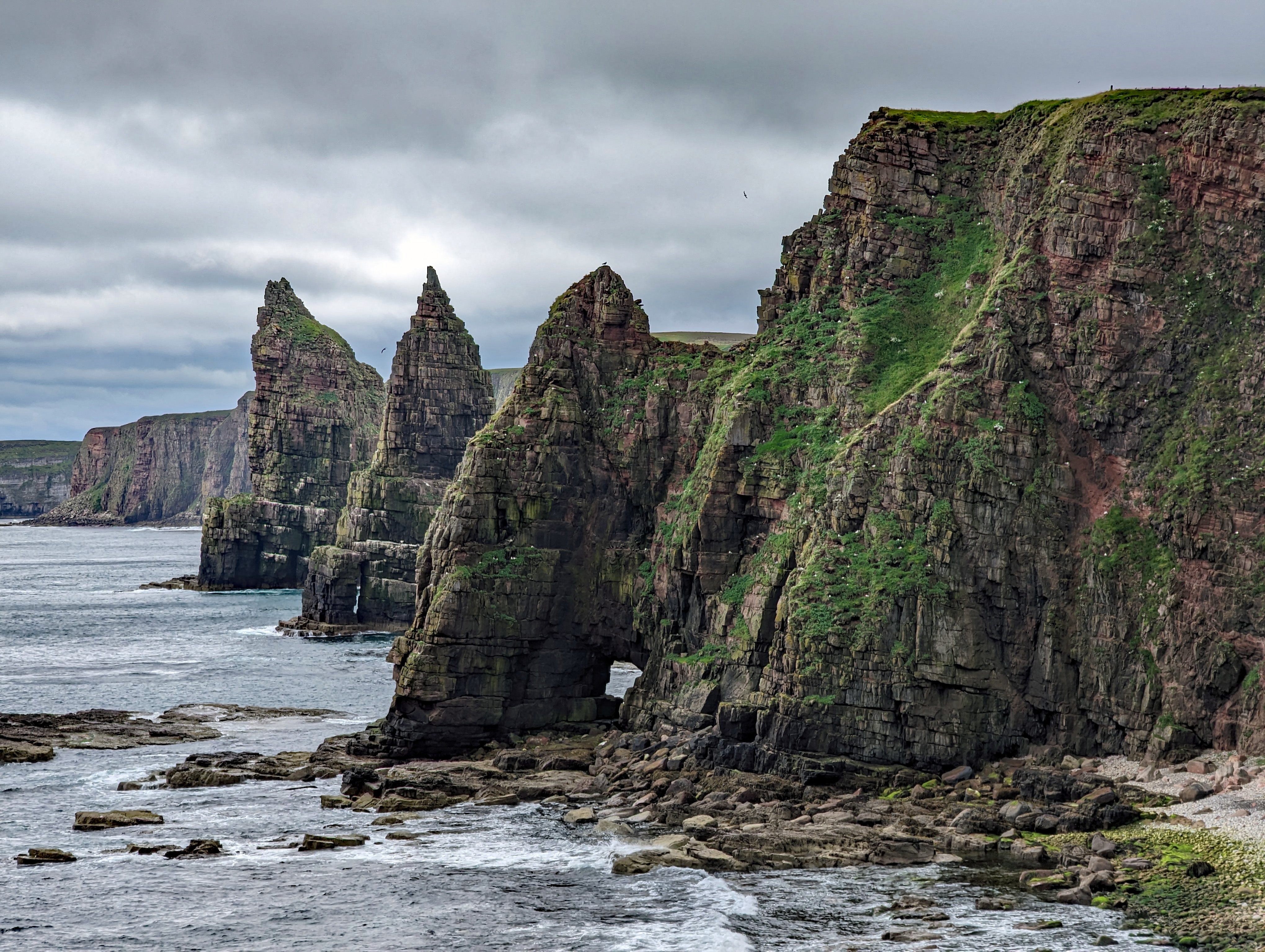
Duncansby Stacks
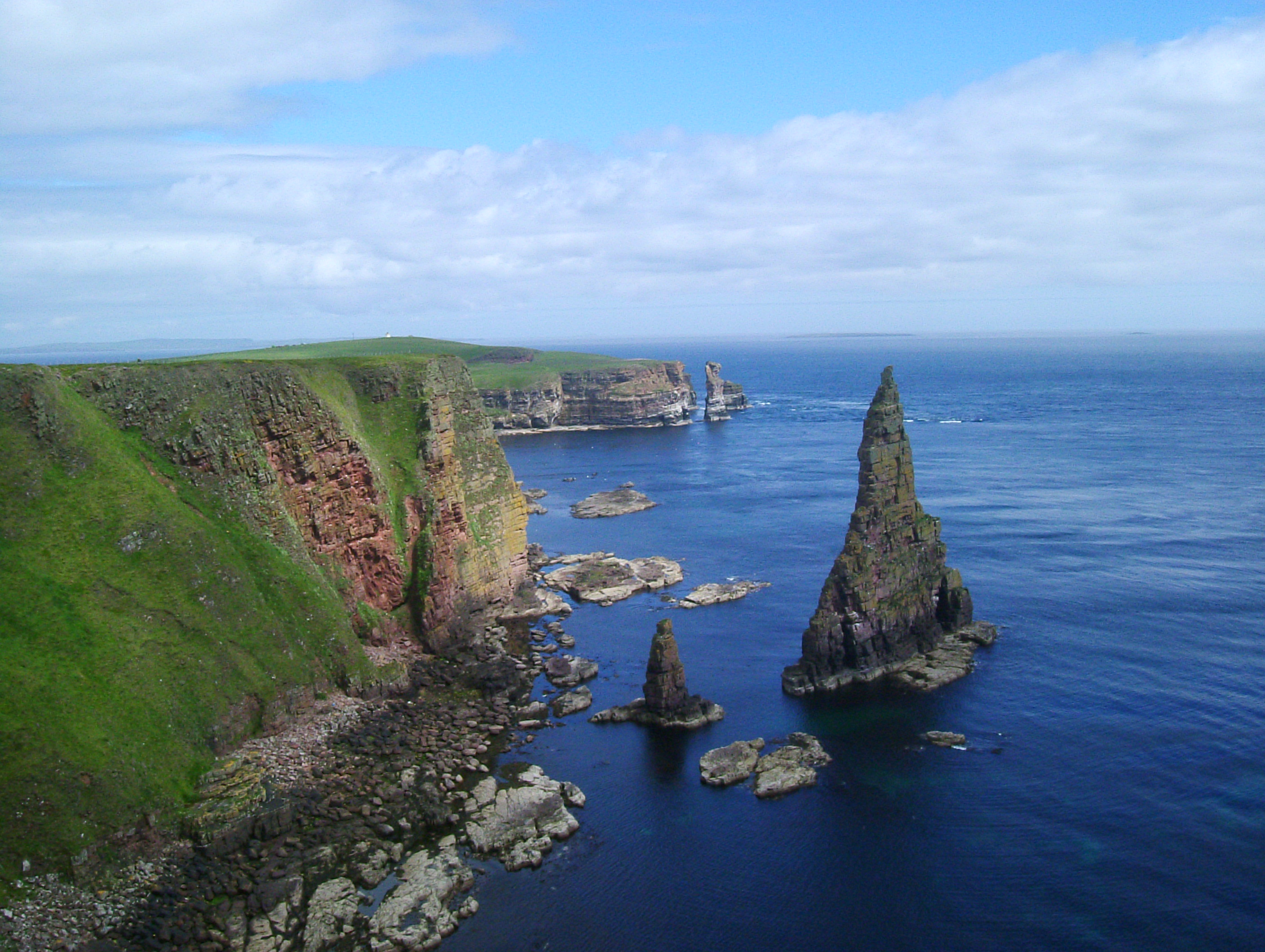
Der nordöstlichste Punkt des schottischen Festlands – Blickrichtung Norden
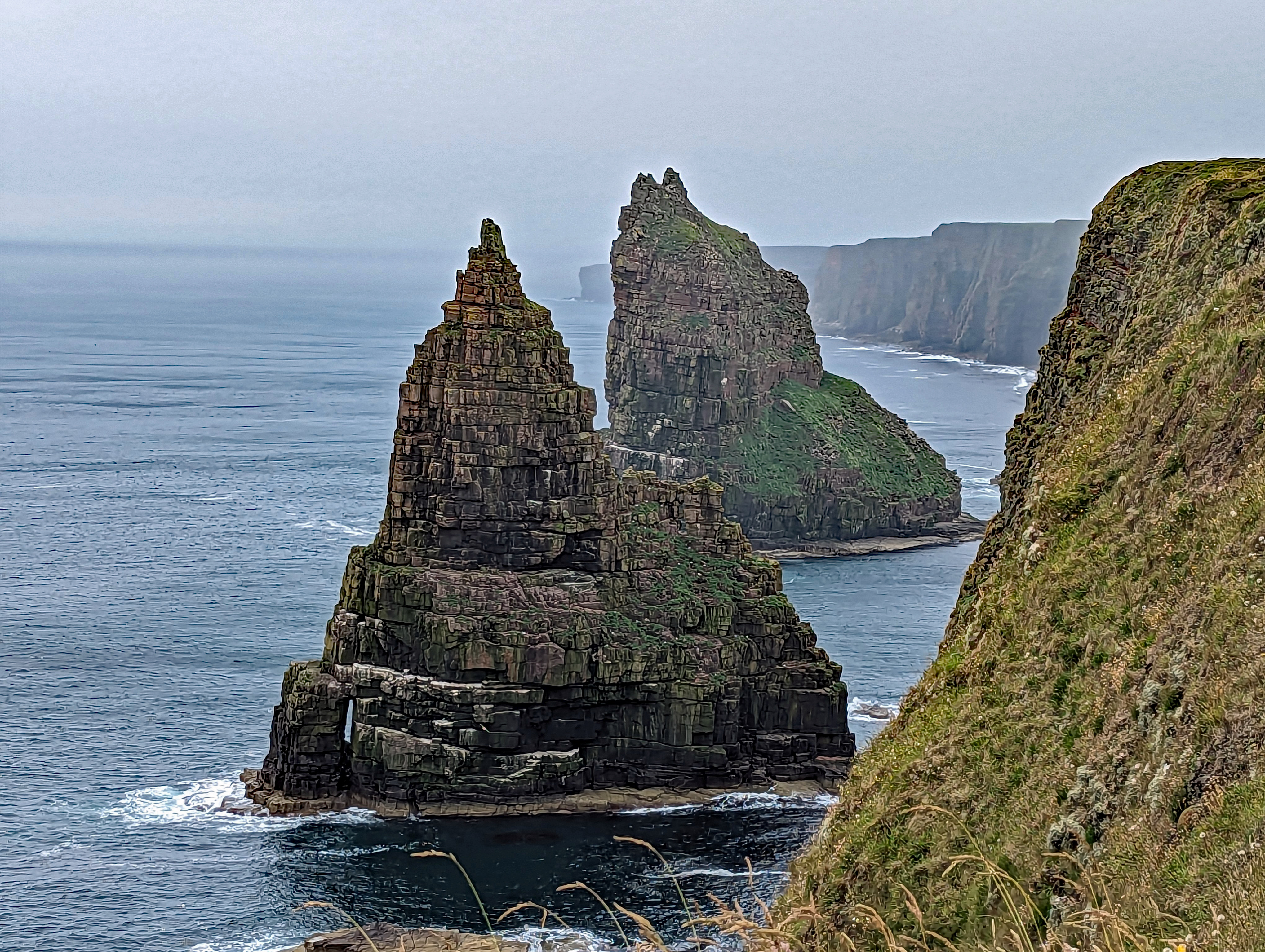
Blickrichtung Süden – Zwei Stacks
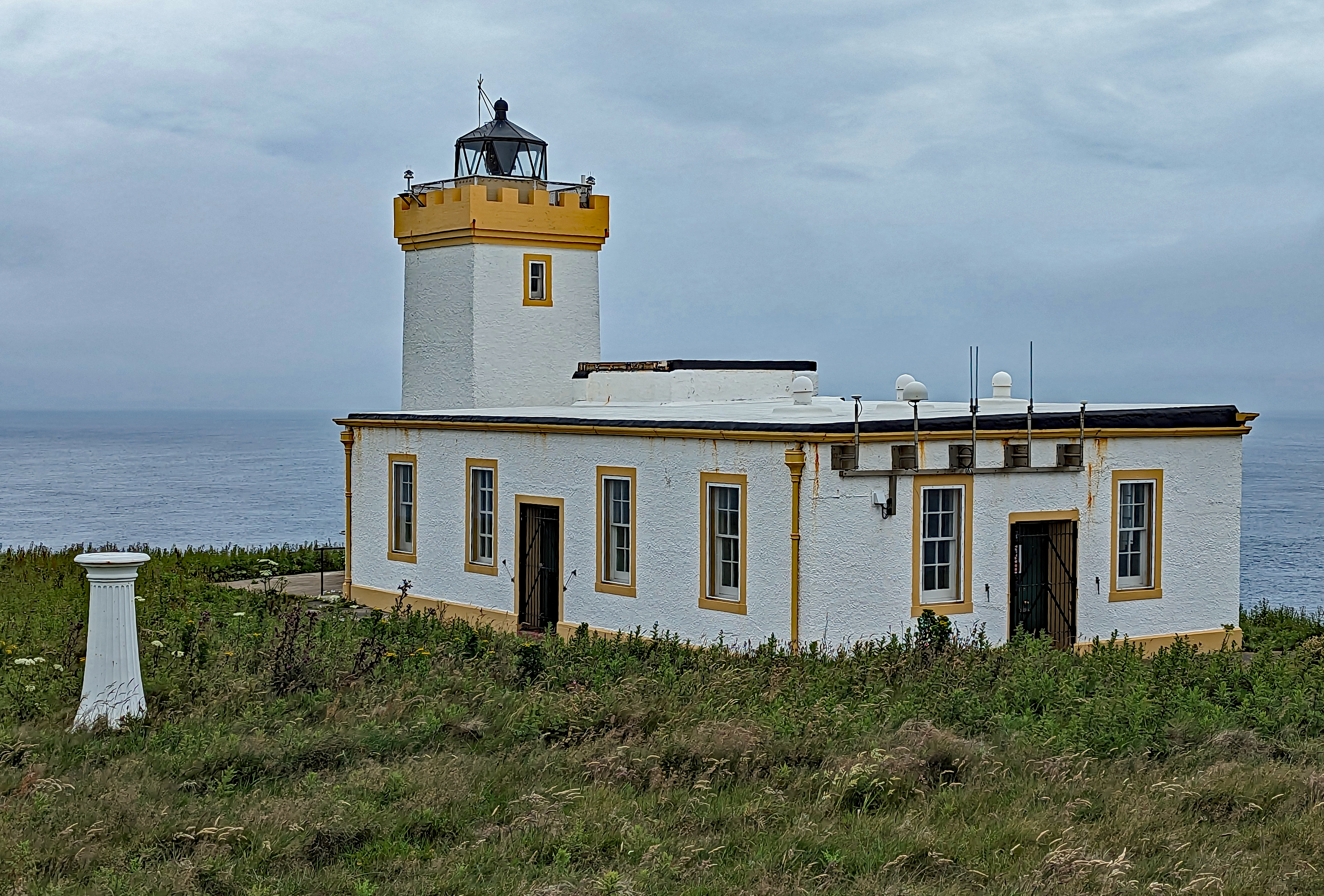
Der Leuchtturm Duncansby Head